# George Kinnaird, IX Lord Kinnaird
George William Fox Kinnaird, IX Lord Kinnaird (14 aprile 1807 – 7 gennaio 1878) è stato un politico scozzese.

## Biografia
Era il figlio maggiore di Charles Kinnaird, VIII Lord Kinnaird, e di sua moglie, Lady Olivia Laetitia Catherine FitzGerald, terza figlia di William FitzGerald, II duca di Leinster.

## Carriera politica
Kinnaird successe al padre nella signoria di Kinnaird nel 1826. Si trattava di un titolo nobiliare scozzese che non gli dava diritto a un seggio automatico nella Camera dei lord. Tuttavia, nel 1831 è stato creato barone Rossie, di Rossie Priory nella Contea di Perth, nel Pari del Regno Unito, che gli dava diritto a un seggio nella camera alta del Parlamento. Nel dicembre 1839 è stato nominato Master of the Buckhounds sotto Lord Melbourne, incarico che ha ricoperto fino a quando il governo cadde nel 1841. Fu membro del Consiglio privato nei primi mesi del 1840. Nel 1860 fu creato barone Kinnaird, di Rossie nella Contea di Perth, nel Pari del Regno Unito. Kinnaird poi servito come Lord luogotenente del Perthshire (1866-1878).
Massone, è stato il cinquantaduesimo Gran maestro della Gran loggia di Scozia.

## Matrimonio
Sposò, il 14 dicembre 1837, Frances Anne Georgina Ponsonby (28 luglio 1817-20 marzo 1910), figlia di William Ponsonby, I barone de Mauley. Ebbero tre figli:
- Olive Barbara Kinnaird (?-6 agosto 1871), sposò Reginald Ogilvy, ebbero cinque figli;
- Victor Alexander Kinnaird (13 maggio 1840-8 ottobre 1851);
- Charles Fox Kinnaird (5 luglio 1841-30 aprile 1860).

## Morte
Morì il 7 gennaio 1878, senza eredi maschi sopravvissuti. La baronia di Rossie si estinse alla sua morte, mentre gli successe nella signoria scozzese e baronia di Kinnaird il fratello minore, Arthur.

## Ascendenza
|                                         |                                      |                                         | Genitori                            |  |  | Nonni |  |  | Bisnonni                           |  |  | Trisnonni       |  |
|                                         |                                      |                                         |                                     |  |  |       |  |  | Charles Kinnaird, VI lord Kinnaird |  |  | George Kinnaird |  |
|                                         |                                      |                                         |                                     |  |  |       |  |  | Charles Kinnaird, VI lord Kinnaird |  |  | George Kinnaird |  |
|                                         |                                      | Helen Gordon                            |                                     |  |  |       |  |  | Charles Kinnaird, VI lord Kinnaird |  |  |                 |  |
| George Kinnaird, VII lord Kinnaird      |                                      |                                         |                                     |  |  |       |  |  | Charles Kinnaird, VI lord Kinnaird |  |  |                 |  |
|                                         |                                      | Barbara Johnstone                       | James Johnstone, III baronetto      |  |  |       |  |  |                                    |  |  |                 |  |
|                                         |                                      | Barbara Johnstone                       | James Johnstone, III baronetto      |  |  |       |  |  |                                    |  |  |                 |  |
|                                         |                                      | Barbara Johnstone                       | Barbara Murray                      |  |  |       |  |  |                                    |  |  |                 |  |
| Charles Kinnaird, VIII lord Kinnaird    |                                      | Barbara Johnstone                       |                                     |  |  |       |  |  |                                    |  |  |                 |  |
|                                         |                                      | Griffin Ransom                          | …                                   |  |  |       |  |  |                                    |  |  |                 |  |
|                                         |                                      | Griffin Ransom                          | …                                   |  |  |       |  |  |                                    |  |  |                 |  |
|                                         |                                      | Griffin Ransom                          | …                                   |  |  |       |  |  |                                    |  |  |                 |  |
| Elizabeth Ransom                        |                                      | Griffin Ransom                          |                                     |  |  |       |  |  |                                    |  |  |                 |  |
|                                         |                                      | …                                       | …                                   |  |  |       |  |  |                                    |  |  |                 |  |
|                                         |                                      | …                                       | …                                   |  |  |       |  |  |                                    |  |  |                 |  |
|                                         |                                      | …                                       | …                                   |  |  |       |  |  |                                    |  |  |                 |  |
| George Kinnaird, IX lord Kinnaird       |                                      | …                                       |                                     |  |  |       |  |  |                                    |  |  |                 |  |
|                                         | James FitzGerald, I duca di Leinster | Robert FitzGerald, XIX conte di Kildare |                                     |  |  |       |  |  |                                    |  |  |                 |  |
|                                         | James FitzGerald, I duca di Leinster | Robert FitzGerald, XIX conte di Kildare |                                     |  |  |       |  |  |                                    |  |  |                 |  |
|                                         | James FitzGerald, I duca di Leinster | Mary O'Brien                            |                                     |  |  |       |  |  |                                    |  |  |                 |  |
| William FitzGerald, II duca di Leinster | James FitzGerald, I duca di Leinster |                                         |                                     |  |  |       |  |  |                                    |  |  |                 |  |
|                                         |                                      | Emily Lennox                            | Charles Lennox, II duca di Richmond |  |  |       |  |  |                                    |  |  |                 |  |
|                                         |                                      | Emily Lennox                            | Charles Lennox, II duca di Richmond |  |  |       |  |  |                                    |  |  |                 |  |
|                                         |                                      | Emily Lennox                            | Sarah Cadogan                       |  |  |       |  |  |                                    |  |  |                 |  |
| Olivia FitzGerald                       |                                      | Emily Lennox                            |                                     |  |  |       |  |  |                                    |  |  |                 |  |
|                                         |                                      | George St. George, I barone St. George  | John Ussher                         |  |  |       |  |  |                                    |  |  |                 |  |
|                                         |                                      | George St. George, I barone St. George  | John Ussher                         |  |  |       |  |  |                                    |  |  |                 |  |
|                                         |                                      | George St. George, I barone St. George  | Mary St. George                     |  |  |       |  |  |                                    |  |  |                 |  |
| Emilia St. George                       |                                      | George St. George, I barone St. George  |                                     |  |  |       |  |  |                                    |  |  |                 |  |
|                                         |                                      | Elizabeth Dominick                      | Christopher Dominick                |  |  |       |  |  |                                    |  |  |                 |  |
|                                         |                                      | Elizabeth Dominick                      | Christopher Dominick                |  |  |       |  |  |                                    |  |  |                 |  |
|                                         |                                      | Elizabeth Dominick                      | Rebecca Hamilton                    |  |  |       |  |  |                                    |  |  |                 |  |
|                                         |                                      | Elizabeth Dominick                      |                                     |  |  |       |  |  |                                    |  |  |                 |  |